# Sorana Cîrstea
Sorana Mihaela Cîrstea (* 7. April 1990 in Bukarest) ist eine rumänische Tennisspielerin.

## Karriere

### Rasanter Aufstieg in die erweiterte Weltspitze: 2005 bis 2009
Im Alter von vier Jahren wurde Sorana von ihrer Mutter Liliana an den Tennissport herangeführt. Ihr erster internationaler Erfolg war der Triumph beim Junior Orange Bowl 2003, wo sie als erste Rumänin überhaupt die Kategorie der Untervierzehnjährigen für sich entscheiden konnte. Bereits mit 15 Jahren gab sie ihr Debüt auf der ITF Women’s World Tennis Tour. Ende 2005 gewann sie dort ihr erstes Profiturnier; zugleich trat sie auch im Hauptfeld der Juniorinnenwettbewerbe aller vier Grand-Slam-Turniere an und erreichte in Melbourne, Paris und New York jeweils die dritte Runde und kletterte in der Junioren-Weltrangliste bis auf Position sechs.
Ihr internationaler Durchbruch folgte 2007, als sie bei der Teilnahme an ihrem ersten WTA-Turnier in Budapest auf Anhieb die Qualifikation überstand und dann nach vier Dreisatzsiegen in Folge das Finale erreichte, das sie ebenfalls in drei Sätzen gegen Gisela Dulko verlor. In Wimbledon startete sie daraufhin erstmals in der Qualifikationsrunde eines Grand-Slam-Turniers und schied in der zweiten Runde aus. Außerdem konnte Cîrstea vor heimischem Publikum das ITF-Turnier der $25.000-Kategorie in Bukarest gewinnen, in dem sie ohne Satzverlust blieb, und erreichte in Bali als Qualifikantin nach einem Erstrundenerfolg über Patty Schnyder ein weiteres WTA-Halbfinale, das sie gegen Daniela Hantuchová verlor.
2008 gab Cîrstea bei den Australian Open ihren Einstand im Hauptfeld eines Grand-Slam-Turniers, unterlag jedoch bereits in der ersten Runde Ana Ivanović. In Charleston gelang ihr in der zweiten Runde gegen Anna Tschakwetadse ihr erster Erfolg gegen eine Spielerin aus den Top 10. Wenig später gewann sie in Fès an der Seite von Anastassija Pawljutschenkowa ihren ersten WTA-Titel im Doppel sowie in Paris ihr erstes Match im Hauptfeld eines Grand-Slam-Turniers, wobei sie von der Aufgabe Anne Kremers profitierte; in der zweiten Runde konnte sie gegen Wiktoryja Asaranka jedoch kein einziges Spiel gewinnen. Bei den Olympischen Sommerspielen in Peking schied sie im Einzel in der ersten Runde gegen Shahar Peer aus. Nach zwei verlorenen ITF-Finals bei Turnieren der $100.000-Kategorie in Cuneo und Athen, gewann Cîrstea bei den Tashkent Open 2008 nach einem Endspielsieg im Tiebreak des dritten Satzes gegen Sabine Lisicki ihren ersten WTA-Titel, auf den zum Saisonabschluss in Luxemburg ein weiteres Halbfinale folgte, in dem sie sich Jelena Dementjewa geschlagen geben musste. Anschließend gewann sie zusammen mit Marina Eraković dort die Doppelkonkurrenz. Im Einzel konnte sie die Saison erstmals in den Top 40 der Weltrangliste beenden.
2009 hatte Cîrstea zunächst große Probleme, ihre guten Resultate aus dem Vorjahr zu bestätigen. Nach sechs Niederlagen zum Auftakt, erreichte sie in Marbella zum Beginn der Sandplatzsaison das Halbfinale, ehe sie von Carla Suárez Navarro gestoppt wurde. Bei den French Open stieß sie nach Siegen über Alizé Cornet, Caroline Wozniacki und Jelena Janković bis ins Viertelfinale vor, das sie gegen Samantha Stosur glatt verlor, und erzielte damit ihr bis heute bestes Grand-Slam-Ergebnis. Im Anschluss an zwei weitere Drittrundenauftritte in Wimbledon und den US Open sowie den Einzug ins Halbfinale von Los Angeles nach erneutem Sieg über Wozniacki sowie gegen Agnieszka Radwańska, erzielte Cîrstea mit Rang 23 ihre vorläufig beste Weltranglistenposition. Obwohl sie das Jahr mit sechs Niederlagen am Stück beendete, schloss sie die Saison zum zweiten Mal in Folge in den Top 50 der Welt ab.

### Formschwäche und Rückkehr in die Top 30: 2010 bis 2013
Wie schon in der Saison zuvor, tat sich Cîrstea auch 2010 wieder schwer, in den Matchrhythmus zu finden. Im Gegensatz zu 2009 gelang ihr in der gesamten Saison 2010 jedoch nur ein einziges Mal der Sprung in ein WTA-Halbfinale in Oeiras, in dem sie gegen Arantxa Parra Santonja chancenlos unterlag. Beim selben Turnier gewann sie gemeinsam mit Anabel Medina Garrigues ihren bis dahin dritten WTA-Titel im Doppel. Außerdem kannte sie bei den vier Grand-Slam-Turnieren lediglich in Melbourne die erste Runde überstehen und beendete die Saison nach insgesamt 14 Erstrundenniederlagen nur knapp unter den Top 100 der Welt. In der Folgesaison arbeitete sich Cîrstea über die ITF-Tour wieder nach vorne im Ranking. So konnte sie mit Cagnes-sur-Mer sowie Saint-Malo gleich zwei Turniere der $100.000-Kategorie gewinnen und siegte auch beim Turnier der $50.000-Kategorie in Limoges am Saisonende, sodass sie zum Jahresschluss auch ohne Halbfinalteilnahme auf der WTA Tour wieder in den Top 60 der Welt geführt wurde. In Dallas gewann sie darüber hinaus an der Seite von Alberta Brianti ihren vierten WTA-Titel im Doppel.
2012 zeigte sich Cîrstea auch auf der WTA Tour formverbessert und startete bei den Australian Open sogleich mit einem Top-10-Erfolg über Samantha Stosur ins Turnier, in dem sie die dritte Runde erreichte. In Pattaya City sowie Barcelona kam sie anschließend ins Halbfinale, wo sie gegen Marija Kirilenko und Dominika Cibulková verlor. In Wimbledon schlug sie in der zweiten Runde mit Li Na eine weitere Top-10-Spielerin. Dank zweier weiterer Halbfinalteilnahmen in Stanford sowie Guangzhou konnte sie die Saison erstmals in den Top 30 der Welt beenden. Bei den Olympischen Sommerspielen in London schied sie im Einzel in der ersten Runde gegen Flavia Pennetta aus; im Doppel trat sie zusammen mit Simona Halep an und scheiterten auch dort zum Auftakt an den späteren Olympiasiegerinnen Venus und Serena Williams.
In der Folgesaison zeigte sich Cîrstea erneut in solider Form und stand in Miami nach einem glatten Zweisatzsieg über Angelique Kerber erstmals das Achtelfinale. Sowohl bei den French Open als auch zuvor bei den Australian Open zog sie in die dritte Runde ein. Nachdem sie Stanford ihren Halbfinalauftritt aus dem vergangenen Jahr wiederholte, erzielte Cîrstea beim Rogers Cup in Toronto das beste Ergebnis ihrer Karriere. Auf dem Weg ins Finale schlug sie mit Wozniacki, Janković, Petra Kvitová und Li Na gleich vier Top 15-Spielerinnen in Serie, war im Endspiel jedoch gegen Serena Williams chancenlos unterlegen. In der Woche darauf hatte sie mit Platz 21 ihre höchste Weltranglistenposition inne. Am Ende des Jahres wurde sie allerdings von Simona Halep als bestplatzierte Spielerin Rumäniens abgelöst, dennoch überwinterte sie das zweite Jahr in Folge in den Top 30.

### Schulterverletzung und Comeback: 2014 bis 2016
Das folgende Jahr verlief enttäuschend für Cîrstea, die die Saison 2014 nach lediglich drei Viertelfinalteilnahmen und einer dritten Runde in Paris nur knapp unter den Top 100 der Welt beenden konnte. 2015 startete sie dann mit sieben Niederlagen in Serie in die Saison und musste aufgrund des daraus resultierenden Absturzes in der Weltrangliste bei den French Open wieder in der Qualifikation antreten, wo sie in der Schlussrunde scheiterte und damit zum ersten Mal seit 2008 das Hauptfeld eines Grand-Slam-Turniers verpasste. Aufgrund der schwachen Ergebnisse, startete sie in der zweiten Saisonhälfte wieder vermehrt auf der ITF-Tour, konnte aber auch dort nur einmal zwei Matches in Folge gewinnen und beendete das Jahr außerhalb der Top 200. Erst später wurde bekannt, dass eine langwierige Schulterverletzung der Hauptauslöser für das schwache Abschneiden der Rumänin war. Infolgedessen war sie gezwungen, zum Übergang in die Saison 2016 ihre Aufschlagbewegung umzustellen.
Die Anpassungen zeigten umgehend Erfolg, denn Cîrstea startete 2016 mit dem Gewinn eines kleineren ITF-Turniers in Bertioga sowie dem Erreichen des Halbfinals beim WTA-Turnier in Rio de Janeiro, für das sie vom Veranstalter eine Wildcard verliehen bekommen hatte. Ebenfalls mit einer Wildcard ausgestattet, zog sie in Madrid überraschend zum ersten Mal überhaupt in die Runde der letzten Acht eines Premier-Mandatory-Turniers ein, bevor sie von Dominika Cibulková in drei Sätzen geschlagen werden konnte. Auch wenn sie bei den drei restlichen Grand-Slam-Turnieren des Jahres jeweils in der Auftaktrunde verlor, stand sie Ende des Jahres wegen guter Leistungen auf der ITF-Tour wieder in den besten 100 der Welt.

### Seit 2017
2017 begann Cîrstea erstmals mit dem Erreichen des Achtelfinals in Australian Open, nachdem sie 2014 zuletzt ein Spiel im Hauptfeld eines Grand-Slam-Turniers gewonnen hatte. Anschließend verteidigte sie in Madrid ihre Viertelfinalpunkte aus dem Vorjahr, während sie in Nürnberg bis ins Halbfinale vorstieß. Aufgrund eines weiteren Viertelfinaleinzugs beim Premier-Mandatory-Turnier in Peking, wo sie in der dritten Runde mit Karolína Plíšková ihren bisher letzten Sieg gegen eine Top-10-Spielerin feiern konnte, stand sie zum Saisonende erstmals seit 2013 wieder in den Top 40. 2019 gelang Cîrstea, zehn Jahre nachdem sie dort ihren ersten WTA-Titel gewonnen hatte, erneut der Einzug in das Endspiel von Taschkent, ihrem ersten WTA-Finale seit Toronto 2013. In einem umkämpften Dreisatzmatch verlor sie schließlich gegen Alison Van Uytvanck. Dennoch schloss sie das Jahr zum zehnten Mal in ihrer Laufbahn unter den besten 100 Spielerinnen der Weltrangliste ab. In Lugano errang sie außerdem zusammen mit ihrer Landsfrau Andreea Mitu ihren fünften und bisher letzten WTA-Titel im Doppel.
Im August 2024 unterzog sie sich einer Operation unter dem linken Fuß (Plantarfasziitis) und fiel hierdurch für die restliche Saison aus.
2006 lief Cîrstea erstmals für das rumänische Fed-Cup-Team auf. Seitdem hat sie für ihr Land 29 Begegnungen im Einzel und Doppel bestritten, von denen sie 16 gewinnen konnte (Einzelbilanz 11:6). 2018 gab sie ihren Rücktritt aus der Mannschaft bekannt mit der Begründung, für die nachrückende Generation jüngerer Spielerinnen Platz machen zu wollen.

## Turniersiege

### Einzel
| Nr. | Datum              | Turnier        | Kategorie      | Belag             | Finalgegnerin         | Ergebnis       |
| --- | ------------------ | -------------- | -------------- | ----------------- | --------------------- | -------------- |
| 1.  | 30. Oktober 2005   | Porto Santo    | ITF $10.000    | Hartplatz         | Pauline Wong          | 6:2, 7:63      |
| 2.  | 19. Februar 2006   | Albufeira      | ITF $10.000    | Hartplatz         | Chayenne Ewijk        | 6:0, 7:5       |
| 3.  | 14. Mai 2006       | Bukarest       | ITF $10.000    | Sand              | Simona-Iulia Matei    | 6:2, 2:6, 7:5  |
| 4.  | 5. August 2007     | Bukarest       | ITF $25.000    | Sand              | Alexandra Dulgheru    | 6:4, 6:3       |
| 5.  | 5. Oktober 2008    | Taschkent      | WTA Tier IV    | Hartplatz         | Sabine Lisicki        | 2:6, 6:4, 7:64 |
| 6.  | 8. Mai 2011        | Cagnes-sur-Mer | ITF $100.000+H | Sand              | Pauline Parmentier    | 6:75, 6:2, 6:2 |
| 7.  | 25. September 2011 | Saint-Malo     | ITF $100.000+H | Sand              | Sílvia Soler Espinosa | 6:2, 6:2       |
| 8.  | 23. Oktober 2011   | Limoges        | ITF $50.000    | Hartplatz (Halle) | Sofia Arvidsson       | 6:2, 6:2       |
| 9.  | 31. Januar 2016    | Bertioga       | ITF $25.000    | Hartplatz         | Catalina Pella        | 6:1, 6:74, 6:3 |
| 10. | 12. Dezember 2020  | Dubai          | ITF W100+H     | Hartplatz         | Kateřina Siniaková    | 4:6, 6:3, 6:3  |
| 11. | 25. April 2021     | Istanbul       | WTA 250        | Sand              | Elise Mertens         | 6:1, 7:63      |
| 12. | 7. Mai 2023        | Reus           | WTA Challenger | Sand              | Elizabeth Mandlik     | 6:1, 4:6, 7:61 |

### Doppel
| Nr. | Datum              | Turnier                    | Kategorie         | Belag             | Partnerin                    | Finalgegnerinnen                        | Ergebnis            |
| --- | ------------------ | -------------------------- | ----------------- | ----------------- | ---------------------------- | --------------------------------------- | ------------------- |
| 1.  | 29. August 2004    | Timișoara                  | ITF $10.000       | Sand              | Gabriela Niculescu           | Lenore Lazaroiu Raluca Olaru            | 6:1, 2:6, 6:2       |
| 2.  | 5. September 2004  | Arad                       | ITF $10.000       | Sand              | Gabriela Niculescu           | Jewhenija Sawranska Sandra Záhlavová    | 6:2, 6:2            |
| 3.  | 16. Oktober 2005   | Porto Santo                | ITF $10.000       | Hartplatz         | Alexandra Orăşanu            | Diana Eriksson Nadja Roma               | 5:7, 7:5, 6:4       |
| 4.  | 23. Oktober 2005   | Porto Santo                | ITF $10.000       | Hartplatz         | Alexandra Orăşanu            | Hannah Kürvers Imke Küsgen              | 6:72, 6:4, 6:0      |
| 5.  | 7. Mai 2006        | Bukarest                   | ITF $10.000       | Sand              | Gabriela Niculescu           | Simona-Iulia Matei Raluca Olaru         | 6:4, 0:6, 7:63      |
| 6.  | 24. September 2006 | Madrid                     | ITF $25.000       | Hartplatz         | Katie O’Brien                | Céline Cattaneo Gaëlle Widmer           | 6:4, 6:4            |
| 7.  | 18. März 2007      | Las Palmas de Gran Canaria | ITF $25.000       | Hartplatz         | Mădălina Gojnea              | Claire Curran Melanie South             | 4:6, 7:65, 6:4      |
| 8.  | 5. August 2007     | Bukarest                   | ITF $25.000       | Sand              | Ágnes Szatmári               | Mihaela Buzărnescu Monica Niculescu     | kampflos            |
| 9.  | 4. Mai 2008        | Fès                        | WTA Tier IV       | Sand              | Anastassija Pawljutschenkowa | Alissa Kleibanowa Jekaterina Makarowa   | 6:2, 6:2            |
| 10. | 14. September 2008 | Athen                      | ITF $100.000+H    | Sand              | Galina Woskobojewa           | Kristina Barrois Julia Schruff          | 6:2, 6:4            |
| 11. | 26. Oktober 2008   | Luxemburg                  | WTA Tier III      | Hartplatz (Halle) | Marina Eraković              | Wera Duschewina Marija Korytzewa        | 2:6, 6:3, [10:8]    |
| 12. | 9. Mai 2010        | Oeiras                     | WTA International | Sand              | Anabel Medina Garrigues      | Witalija Djatschenko Aurélie Védy       | 6:1, 7:5            |
| 13. | 27. August 2011    | Dallas                     | WTA International | Hartplatz         | Alberta Brianti              | Alizé Cornet Pauline Parmentier         | 7:5, 6:3            |
| 14. | 14. April 2019     | Lugano                     | WTA International | Sand              | Andreea Mitu                 | Weronika Kudermetowa Galina Woskobojewa | 1:6, 6:2, [10:8]    |
| 15. | 4. Mai 2025        | Madrid                     | WTA 1000          | Sand              | Anna Kalinskaja              | Weronika Kudermetowa Elise Mertens      | 6:710, 6:2, [12:10] |

## Karrierestatistik und Turnierbilanz

### Einzel
Die letzte Aktualisierung erfolgte nach dem WTA-Turnier in Madrid 2025.
| Turnier                      | 2004              | 2005              | 2006              | 2007              | 2008              | 2009              | 2010              | 2011              | 2012              | 2013              | 2014              | 2015              | 2016             | 2017              | 2018              | 2019              | 2020              | 2021              | 2022              | 2023              | 2024             | 2025             | T / T       | S/N         | Sieg%       |
| ---------------------------- | ----------------- | ----------------- | ----------------- | ----------------- | ----------------- | ----------------- | ----------------- | ----------------- | ----------------- | ----------------- | ----------------- | ----------------- | ---------------- | ----------------- | ----------------- | ----------------- | ----------------- | ----------------- | ----------------- | ----------------- | ---------------- | ---------------- | ----------- | ----------- | ----------- |
| Australian Open              | –                 | –                 | –                 | –                 | 1                 | 1                 | 2                 | 2                 | 3                 | 3                 | 1                 | 1                 | –                | AF                | 2                 | 1                 | 2                 | 3                 | AF                | 1                 | 1                | 1                | 0 / 17      | 16:16       | 50 %        |
| French Open                  | –                 | –                 | –                 | –                 | 2                 | VF                | 1                 | 3                 | 1                 | 3                 | 3                 | Q3                | 1                | 2                 | 1                 | 2                 | 1                 | AF                | 2                 | 1                 | 1                | –                | 0 / 16      | 17:16       | 52 %        |
| Wimbledon                    | –                 | –                 | –                 | Q2                | 2                 | 3                 | 1                 | 1                 | 3                 | 2                 | 1                 | Q2                | 1                | 3                 | 2                 | 1                 | n. a.             | 3                 | 2                 | 3                 | 1                | 1                | 0 / 16      | 14:16       | 47 %        |
| US Open                      | –                 | –                 | –                 | Q1                | 2                 | 3                 | 1                 | 1                 | 2                 | 2                 | 2                 | Q3                | 1                | 2                 | 2                 | 3                 | 3                 | 2                 | 2                 | VF                | –                |                  | 0 / 15      | 18:15       | 55 %        |
| Doha                         | andere Kategorie  | andere Kategorie  | andere Kategorie  | andere Kategorie  | –                 | n. a. bzw. a. K.  | n. a. bzw. a. K.  | n. a. bzw. a. K.  | 2                 | 2                 | 2                 | a. K.             | –                | a. K.             | AF                | a. K.             | 1                 | a. K.             | 2                 | a. K.             | 2                | –                | 0 / 7       | 7:7         | 50 %        |
| Dubai                        | andere Kategorie  | andere Kategorie  | andere Kategorie  | andere Kategorie  | andere Kategorie  | 1                 | 1                 | –                 | andere Kategorie  | andere Kategorie  | andere Kategorie  | –                 | a. K.            | –                 | a. K.             | –                 | a. K.             | 2                 | a. K.             | 2                 | HF               | VF               | 0 / 6       | 9:6         | 60 %        |
| Indian Wells                 | –                 | –                 | –                 | –                 | –                 | 2                 | 2                 | 1                 | 2                 | 3                 | 2                 | –                 | –                | 1                 | 2                 | Q2                | n. a.             | 3                 | AF                | VF                | 2                | 2                | 0 / 13      | 12:13       | 48 %        |
| Miami                        | –                 | –                 | –                 | –                 | 1                 | 1                 | 2                 | 1                 | 1                 | AF                | 2                 | 1                 | Q2               | 3                 | 2                 | Q1                | n. a.             | 2                 | 2                 | HF                | AF               | 2                | 0 / 15      | 14:15       | 48 %        |
| Charleston                   | –                 | –                 | –                 | –                 | AF                | andere Kategorie  | andere Kategorie  | andere Kategorie  | andere Kategorie  | andere Kategorie  | andere Kategorie  | andere Kategorie  | andere Kategorie | andere Kategorie  | andere Kategorie  | andere Kategorie  | andere Kategorie  | andere Kategorie  | andere Kategorie  | andere Kategorie  | andere Kategorie | andere Kategorie | 0 / 1       | 2:1         | 67 %        |
| Madrid                       | nicht ausgetragen | nicht ausgetragen | nicht ausgetragen | nicht ausgetragen | nicht ausgetragen | 1                 | 1                 | –                 | 2                 | 2                 | 1                 | –                 | VF               | VF                | 2                 | 2                 | n. a.             | 1                 | 1                 | 2                 | 3                | 1                | 0 / 14      | 12:14       | 46 %        |
| Rom                          | –                 | –                 | –                 | –                 | –                 | –                 | –                 | –                 | AF                | 1                 | –                 | –                 | –                | Q1                | 1                 | –                 | –                 | –                 | 1                 | 2                 | AF               | –                | 0 / 6       | 5:6         | 45 %        |
| Kanada                       | –                 | –                 | –                 | –                 | –                 | –                 | Q3                | –                 | 1                 | F                 | 1                 | –                 | –                | 1                 | 2                 | –                 | n. a.             | 2                 | –                 | 2                 | –                |                  | 0 / 7       | 8:6         | 57 %        |
| Cincinnati                   | andere Kategorie  | andere Kategorie  | andere Kategorie  | andere Kategorie  | andere Kategorie  | AF                | 1                 | Q2                | 2                 | –                 | 1                 | –                 | Q2               | Q1                | Q2                | –                 | –                 | 1                 | 2                 | 2                 | –                |                  | 0 / 7       | 5:7         | 42 %        |
| Tokio                        | –                 | –                 | –                 | –                 | –                 | 1                 | –                 | –                 | 1                 | AF                | n. a. bzw. a. K.  | n. a. bzw. a. K.  | n. a. bzw. a. K. | n. a. bzw. a. K.  | n. a. bzw. a. K.  | n. a. bzw. a. K.  | n. a. bzw. a. K.  | n. a. bzw. a. K.  | n. a. bzw. a. K.  | n. a. bzw. a. K.  | n. a. bzw. a. K. | n. a. bzw. a. K. | 0 / 3       | 2:3         | 40 %        |
| Peking                       | nicht ausgetragen | nicht ausgetragen | nicht ausgetragen | nicht ausgetragen | nicht ausgetragen | 1                 | –                 | –                 | 2                 | 1                 | Q1                | –                 | –                | VF                | 1                 | –                 | nicht ausgetragen | nicht ausgetragen | nicht ausgetragen | 1                 | –                |                  | 0 / 6       | 4:6         | 40 %        |
| Wuhan                        | nicht ausgetragen | nicht ausgetragen | nicht ausgetragen | nicht ausgetragen | nicht ausgetragen | nicht ausgetragen | nicht ausgetragen | nicht ausgetragen | nicht ausgetragen | nicht ausgetragen | Q1                | –                 | –                | 2                 | Q1                | –                 | nicht ausgetragen | nicht ausgetragen | nicht ausgetragen | nicht ausgetragen | –                |                  | 0 / 1       | 1:1         | 50 %        |
| Olympische Spiele            | –                 | nicht ausgetragen | nicht ausgetragen | nicht ausgetragen | –                 | nicht ausgetragen | nicht ausgetragen | nicht ausgetragen | 1                 | nicht ausgetragen | nicht ausgetragen | nicht ausgetragen | –                | nicht ausgetragen | nicht ausgetragen | nicht ausgetragen | nicht ausgetragen | –                 | n. a.             | n. a.             | –                | n. a.            | 0 / 1       | 0:1         | 0 %         |
| Billie Jean King Cup         | –                 | –                 | –                 | –                 | K1                | K1                | –                 | –                 | –                 | K1                | PO                | –                 | –                | PO                | PO                | –                 | –                 | –                 | –                 | –                 | –                |                  | 0 / 6       | 11:6        | 65 %        |
| Statistik                    | Statistik         | Statistik         | Statistik         | Statistik         | Statistik         | Statistik         | Statistik         | Statistik         | Statistik         | Statistik         | Statistik         | Statistik         | Statistik        | Statistik         | Statistik         | Statistik         | Statistik         | Statistik         | Statistik         | Statistik         | Statistik        | Statistik        | S/N         | S/N         | Sieg%       |
| Turnierteilnahmen            | 4                 | 7                 | 11                | 21                | 25                | 25                | 29                | 27                | 28                | 27                | 25                | 18                | 24               | 24                | 25                | 21                | 12                | 19                | 21                | 23                | 16               | 9                | Gesamt: 441 | Gesamt: 441 | Gesamt: 441 |
| Erreichte Finals             | 0                 | 1                 | 3                 | 3                 | 4                 | 0                 | 1                 | 3                 | 0                 | 1                 | 0                 | 0                 | 2                | 0                 | 0                 | 1                 | 1                 | 2                 | 0                 | 1                 | 0                | 0                | Gesamt: 23  | Gesamt: 23  | Gesamt: 23  |
| Gewonnene Titel              | 0                 | 1                 | 2                 | 1                 | 1                 | 0                 | 0                 | 3                 | 0                 | 0                 | 0                 | 0                 | 1                | 0                 | 0                 | 0                 | 1                 | 1                 | 0                 | 1                 | 0                | 0                | Gesamt: 12  | Gesamt: 12  | Gesamt: 12  |
| Hartplatz-Siege/-Niederlagen | 9:4               | 9:2               | 22:7              | 27:13             | 13:8              | 9:16              | 19:18             | 22:14             | 22:18             | 26:18             | 13:19             | 2:6               | 17:11            | 17:16             | 11:16             | 14:12             | 15:8              | 11:12             | 14:12             | 21:15             | 9:8              | 8:8              | 330:261     | 330:261     | 56 %        |
| Sand-Siege/-Niederlagen      | 0:0               | 6:4               | 12:2              | 22:6              | 24:12             | 10:7              | 8:9               | 18:7              | 6:6               | 5:6               | 4:5               | 8:11              | 24:9             | 9:7               | 5:6               | 7:8               | 0:2               | 11:3              | 4:6               | 7:4               | 3:5              | 0:1              | 193:126     | 193:126     | 61 %        |
| Rasen-Siege/-Niederlagen     | 0:0               | 0:0               | 0:0               | 1:1               | 4:3               | 3:2               | 1:2               | 2:3               | 2:4               | 3:3               | 0:1               | 1:1               | 5:3              | 4:3               | 1:3               | 0:1               | 0:0               | 2:3               | 4:3               | 3:3               | 0:3              | 0:0              | 36:42       | 36:42       | 46 %        |
| Teppich-Siege/-Niederlagen   | 0:0               | 0:0               | 0:0               | 0:0               | 3:0               | 0:1               | 0:1               | 0:0               | 0:0               | 0:0               | 0:0               | 0:0               | 0:0              | 0:0               | 0:0               | 0:0               | 0:0               | 0:0               | 0:0               | 0:0               | 0:0              | 0:0              | 3:2         | 3:2         | 60 %        |
| Gesamt-Siege/-Niederlagen    | 9:4               | 15:6              | 34:9              | 50:20             | 44:23             | 22:26             | 28:30             | 42:24             | 30:28             | 34:27             | 17:25             | 11:18             | 46:23            | 30:26             | 17:25             | 21:21             | 15:10             | 24:18             | 22:21             | 31:22             | 12:16            | 8:9              | 562:431     | 562:431     | 57 %        |
| Sieg%                        | 69 %              | 71 %              | 79 %              | 71 %              | 66 %              | 46 %              | 48 %              | 64 %              | 52 %              | 56 %              | 40 %              | 38 %              | 67 %             | 54 %              | 40 %              | 50 %              | 60 %              | 57 %              | 51 %              | 58 %              | 43 %             | 47 %             | Gesamt:     | Gesamt:     | 57 %        |
| Jahresendposition            | 893               | 711               | 348               | 106               | 37                | 46                | 95                | 60                | 27                | 22                | 93                | 244               | 81               | 37                | 86                | 72                | 86                | 38                | 38                | 26                | 70               |                  | N/A         | N/A         | N/A         |

Zeichenerklärung: S = Turniersieg; F, HF, VF, AF = Einzug ins Finale / Halbfinale / Viertelfinale / Achtelfinale; 1, 2, 3 = Ausscheiden in der 1. / 2. / 3. Hauptrunde; KF (kleines Finale) = unterlegen im Spiel um Platz drei; RR = Round Robin (Gruppenphase); n. a. = nicht ausgetragen; a. K. = andere Kategorie; PO (Play-off) = Auf- und Abstiegsrunde im Billie Jean King Cup; K1, K2, K3 = Teilnahme in der Kontinentalgruppe I, II, III im Billie Jean King Cup.
Anmerkung: Diese Statistik berücksichtigt alle Ergebnisse im Einzel bei ITF- und WTA-Turnieren. Als Quelle dient die ITF-Seite der Spielerin. Dargestellt sind nur WTA-Turniere der Kategorie Tier I (bis 2008), die WTA-Turniere der Kategorien Premier Mandatory und Premier 5 (2009–2020) bzw. die WTA-Turniere der Kategorie 1000 (seit 2021).

### Doppel
| Turnier         | 2008 | 2009 | 2010 | 2011 | 2012 | 2013 | 2014 | 2015 | 2016 | 2017 | 2018 | 2019 | 2020 | 2021 | 2022 | 2023 | 2024 | 2025 | Karriere |
| --------------- | ---- | ---- | ---- | ---- | ---- | ---- | ---- | ---- | ---- | ---- | ---- | ---- | ---- | ---- | ---- | ---- | ---- | ---- | -------- |
| Australian Open | —    | 2    | 1    | 2    | 1    | 1    | 1    | —    | —    | 1    | AF   | 2    | —    | —    | —    | —    | 1    | —    | AF       |
| French Open     | AF   | 1    | 1    | 1    | 1    | 2    | 1    | —    | —    | 1    | AF   | —    | —    | —    | —    | —    | —    | —    | AF       |
| Wimbledon       | 2    | 2    | —    | AF   | 1    | 1    | —    | —    | —    | —    | 1    | 2    |      | —    | —    | —    | —    | VF   | VF       |
| US Open         | 2    | AF   | 2    | 2    | 1    | 1    | 2    | —    | —    | AF   | 1    | —    | —    | —    | —    | —    | —    |      | AF       |